# 一町田村
一町田村（いっちょうだむら）は、熊本県の天草諸島、天草下島に存在していた村。

## 歴史
- 1889年（明治22年）4月1日 - 町村制の施行に伴い、河浦村、今田村、白木河内村が合併し成立。
- 1921年（大正9年）5月1日 - 久留村を編入。
- 1954年（昭和29年）11月1日 - 一町田村が富津村・新合村と合併して河浦町が発足。

## 村長
- 園田直